# Лайзах
Лайзах (нім. Leisach) — містечко й громада округу Лієнц в землі Тіроль, Австрія.
Лайзах лежить на висоті  710 над рівнем моря і займає площу  33,3 км². Громада налічує 824 мешканців. 
Густота населення 25/км².  
Лайзах розкинувся в долині Пустерталь під горою Шпіцкофель.
Округ Лієнц, до якого належить Лайзах, називається також Східним Тіролем. Від основної частини землі, 
Західного Тіролю, його відділяє смуга Південного Тіролю, що належить Італії. 
У Лайзаху є залізнична станція.
|                                 |
| Лайзах на мапі округу та землі. |

 Адреса управління громади: Leisach 20, 9909 Leisach. 

## Виноски
1. ↑  Dauersiedlungsraum der Gemeinden Politischen Bezirke und Bundesländer - Gebietsstand 1.1.2018 — Статистичне управління Австрії.
2. ↑  Einwohnerzahl 1.1.2018 nach Gemeinden mit Status, Gebietsstand 1.1.2018 — Статистичне управління Австрії.
3. ↑  www.leisach.tirol.gv.at. Архів оригіналу за 6 червня 2013. Процитовано 7 липня 2013.